# موزه هلال احمر
موزه هلال احمر مربوط به دوره پهلوی است و در اصفهان، خیابان کاشانی، بعد از بیمارستان کاشانی واقع شده و این اثر در تاریخ ۱۱ مرداد ۱۳۸۴ با شمارهٔ ثبت ۱۲۳۰۳ به‌عنوان یکی از آثار ملی ایران به ثبت رسیده است.